# Georg Wislicenus

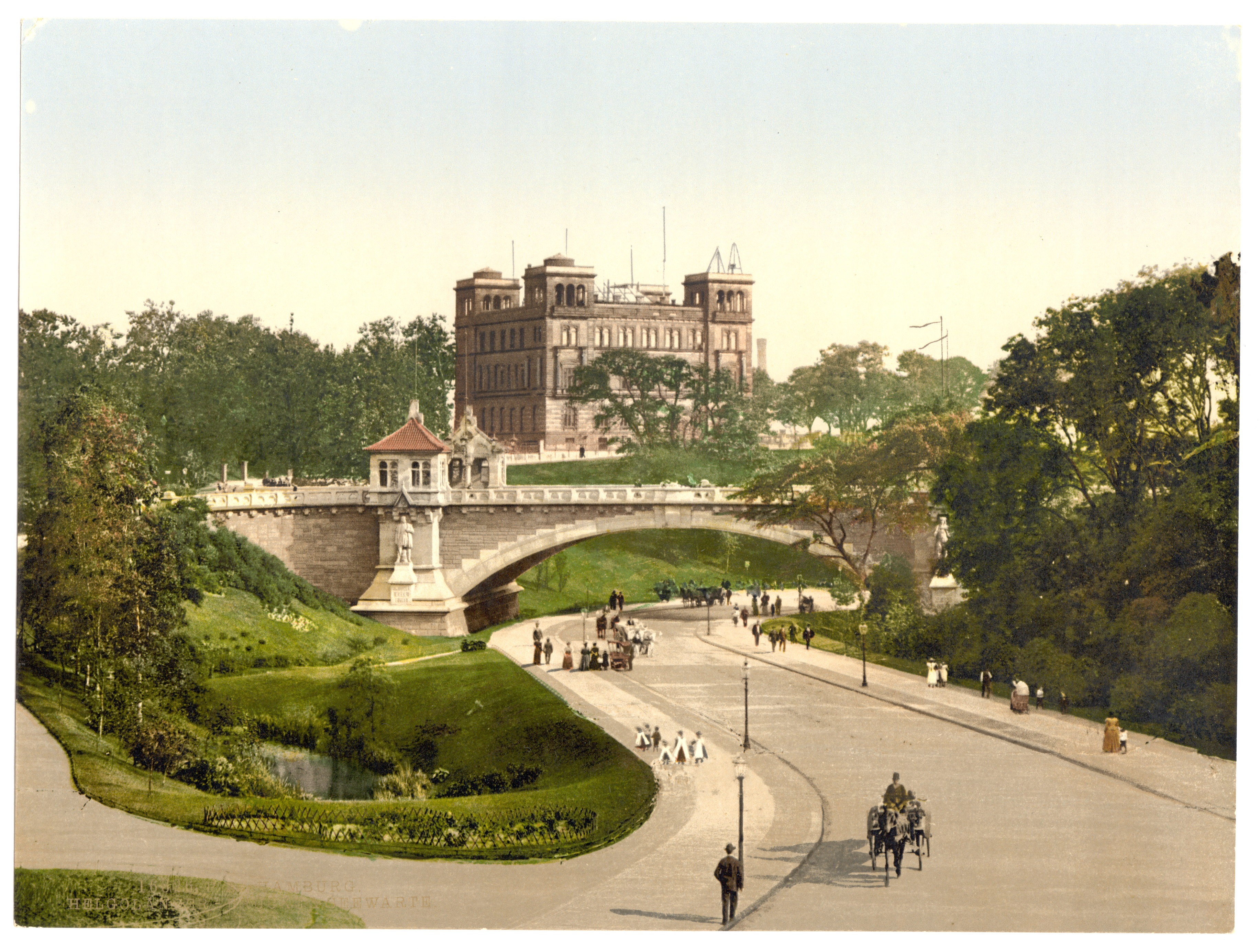
Historische Ansicht des Gebäudes der Deutschen Seewarte in Hamburg zwischen 1890 und 1900

HEIMDALL und SIEGFRIED in der Elbmündung, Chromo-Lithographie von Carl Saltzmann, Nr. 6 aus Georg Wislicenus, Unsere Kriegsflotte (1895)

Flotten-Manöver in der Morgendämmerung von Friedrich Schwinge, Nr. 20 aus Georg Wislicenus: Unsere Kriegsflotte (1895)

Blücher und Torpedoboote im Seegang, Chromo-Lithographie von Willy Stöwer, Nr. 18 aus Georg Wislicenus: Unsere Kriegsflotte (1895)

Georg Wislicenus (* 15. November 1858 in Weimar; † 1. November 1927 in Berlin) war ein deutscher Marineoffizier und Marineschriftsteller.

## Leben
Georg Wislicenus war ein Sohn des Malers Hermann Wislicenus (1825–1899) und dessen Frau Ida, geborene Roederer. Die Maler Max Wislicenus (1861–1957) und Hans Wislicenus (1864–1939) waren seine jüngeren Brüder. Die Bildhauerin Lilli Wislicenus-Finzelberg war seine Cousine und spätere Schwägerin.
Georg Wislicenus trat 1876 in die Kaiserliche Marine ein, durchlief die Offizierausbildung und wurde während seiner aktiven Zeit zuletzt im Dienstgrad Kapitänleutnant eingesetzt. Im Jahr 1889 wechselte er als wissenschaftlicher Beamter zur Deutschen Seewarte in Hamburg, wurde hier 1899 Abteilungsvorstand der Küstenbeschreibung fremder Länder und trat schließlich 1903 in die Nautische Abteilung des Reichsmarineamts über, wo er im Jahr 1908 zum Admiralitätsrat ernannt wurde.
Bei seinen Veröffentlichungen als Marineschriftsteller arbeitete er mit den Marinemalern Carl Saltzmann, Friedrich Schwinge und Willy Stöwer zusammen und war später auch Herausgeber der Bände 3 bis 5 des von Julius Lohmeyer begründeten Werkes Auf weiter Fahrt (Leipzig 1905–1907).
1924 wurde Georg Wislicenus mit der Silbernen Leibniz-Medaille der Königlich Preußischen Akademie der Wissenschaften ausgezeichnet.
Von seiner Korrespondenz sind seine Briefe an den klassischen Philologen und Bibliothekar Eduard Zarncke in dessen Nachlass erhalten.

## Werke (Auswahl)
- Ergebnisse der Internationalen Marine-Conferenz zu Washington und ihre Bedeutung für Deutschlands Seewesen. Eine kritische Studie. Brockhaus, Leipzig 1891
- Schutz für unsere Seeleute! Ein Aufruf an deutsche Menschenfreunde. Grunow, Leipzig 1894 (Digitalisat)
- Unsere Kriegsflotte Dem Deutschen Volke in Wort und Bild dargestellt. Brockhaus, Leipzig 1895
- mit Willy Stöwer: Deutschlands Seemacht sonst und jetzt. Nebst einem Überblick über die Geschichte der Seefahrt aller Völker. Erläutert durch 65 Bilder vom Marinemaler Willy Stöwer. Grunow, Berlin 1896 (Digitalisat)
- Kernpunkte der Flottenfrage. Friedrich Luckhardt, Berlin, Leipzig 1898 (Digitalisat)
- Prinzadmiral Adalbert ein Vorkämpfer für Deutschlands Seemacht. Voigtländer, Leipzig 1899
- Von Aomori nach Wladiwostok. In: Lohmeyer=Wislicenus. Auf weiter Fahrt. Selbsterlebnisse zur See und zu Lande. Deutsche Marine- und Kolonialbibliothek, Volksausgabe, bearbeitet von G. Gramberg, Band II, Weicher, Leipzig und Berlin 1908, S. 60–78 (Digitalisat)